# ليو غارسيا (لاعب كرة قاعدة)
ليو غارسيا (بالإنجليزية: Leo García)‏ هو لاعب كرة قاعدة دومينيكاوي، ولد في 6 نوفمبر 1962 في سانتياغو دي لوس كاباليروس في جمهورية الدومينيكان.

## وصلات خارجية
- ليو غارسيا على موقع دوري كرة القاعدة الرئيسي (الإنجليزية)
- ليو غارسيا على موقعبيزبول رفرنس.كوم (الدوري الرئيسي) (الإنجليزية)
- ليو غارسيا على موقعبيزبول رفرنس.كوم (الدوري الثانوي) (الإنجليزية)